# Singeriella
Singeriella är ett släkte av svampar. Singeriella ingår i familjen Vizellaceae, klassen Dothideomycetes, divisionen sporsäcksvampar och riket svampar.
|             | Vizella                                 |
|             |                                         |
| Singeriella | \| \| Singeriella peruviana \| \| \| \| |
|             | \| \| Singeriella peruviana \| \| \| \| |
|             | Chrysogloeum                            |
|             |                                         |
|             | Entopeltis                              |
|             |                                         |
|             | Blasdalea                               |
|             |                                         |
|             | Singeriella peruviana                   |
|             |                                         |

|  | Singeriella peruviana |
|  |                       |